# Festuca californica
Festuca californica là một loài thực vật có hoa trong họ Hòa thảo. Loài này được Vasey mô tả khoa học đầu tiên năm 1893.

## Hình ảnh

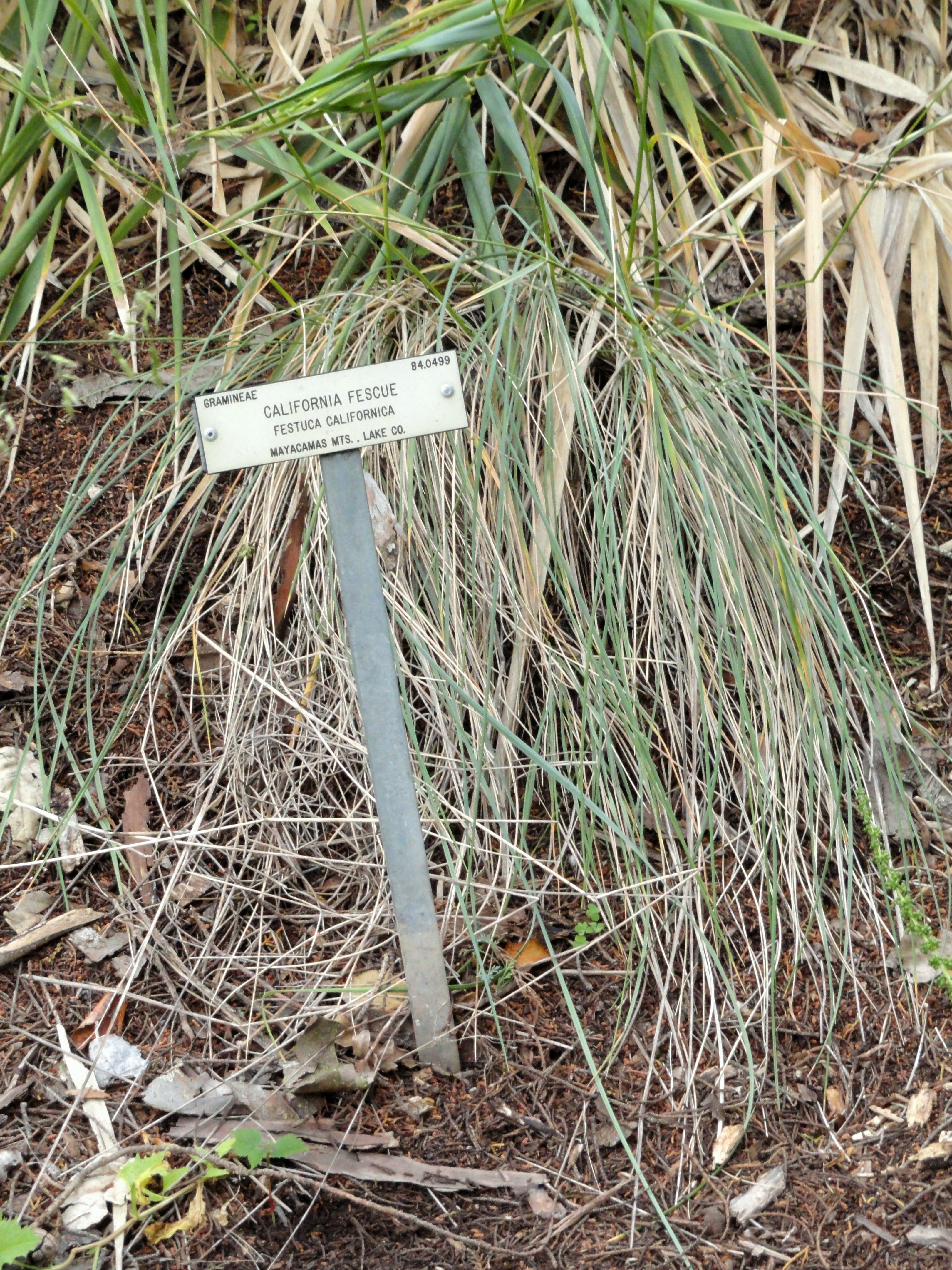
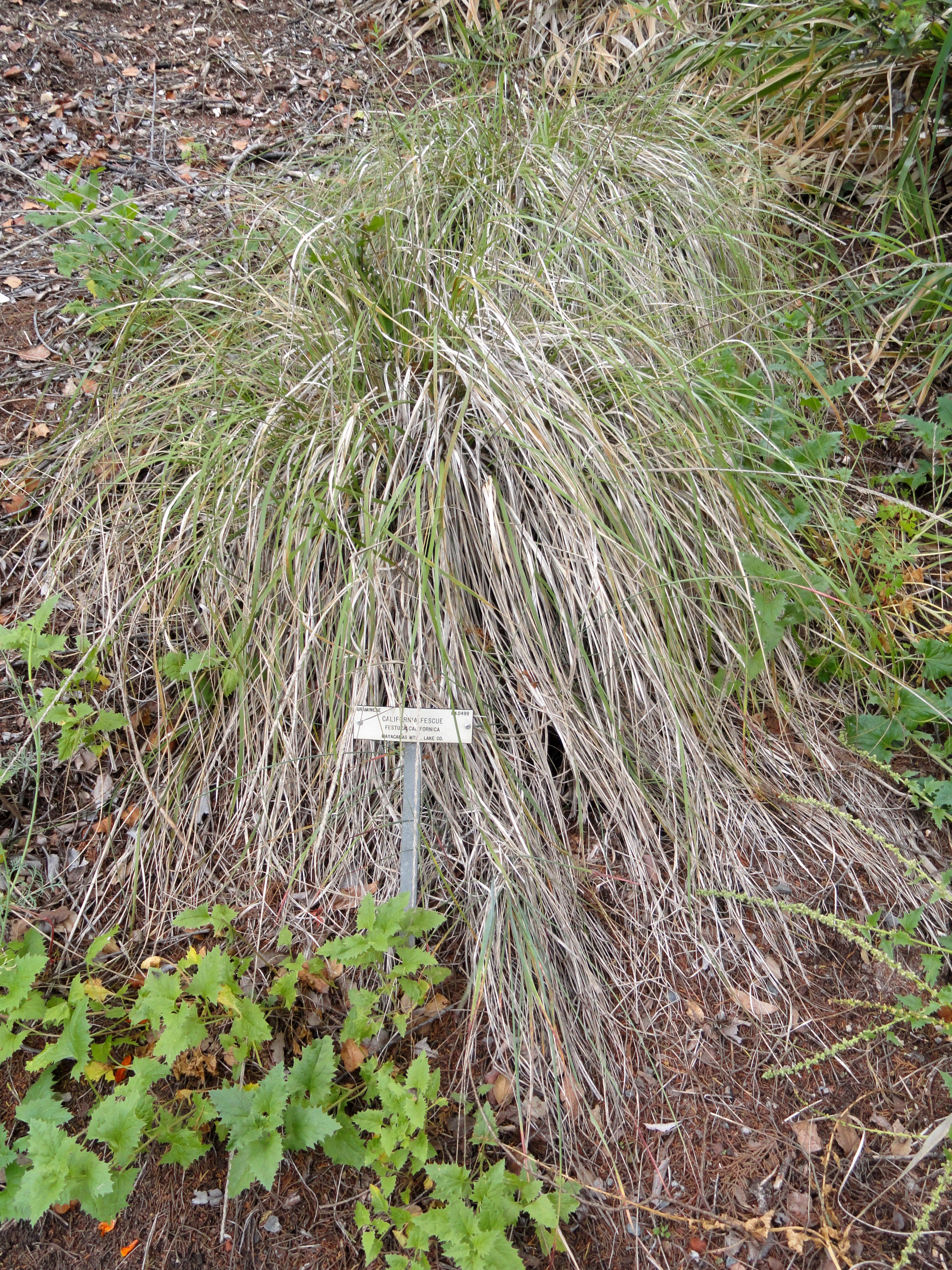
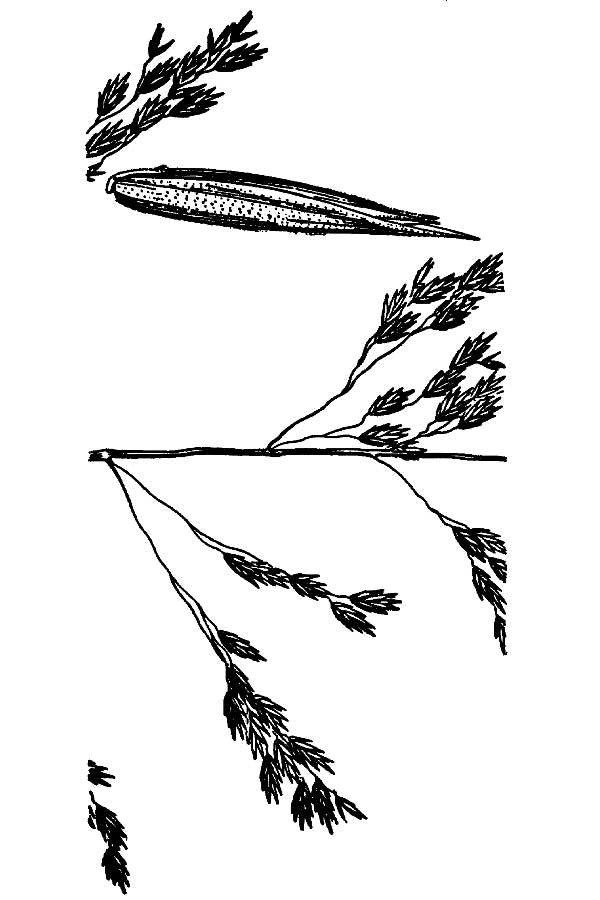